# ساهو-هیمه
ساهو-هیمه (به ژاپنی: 狭穂姫命 Saho-hime)؛ ? – ۲۵ پیش از میلاد) اهل پادشاهی یاماتو، همسر امپراتور افسانه‌ای ژاپن، یازدهمین امپراتور ژاپن، امپراتور سوینین از ۲۸ قبل از میلاد تا ۲۵ پیش از میلاد بود. ساهو هیمه خدای بهار است. در گودای (فلسفه ژاپنی) (نظریه پنج عنصر)، بهار در شرق است و خدای بهار را ساهو هیمه می‌نامیدند، به دلیل اینکه کوه ساهو در شرق
هیجو-کیو (پایتخت باستانی ژاپن) در نارا (شهر) فعلی وجود دارد. او زن جوانی است با لباسی شبیه مه سفید نرم بهاری. این یک کلمه فصلی برای بهار است و به عنوان نام شیرینی ژاپنی نیز استفاده می‌شود.

## زندگی
هم در «نیهون شوکی» و هم در «کوجیکی»، او نوه دختری امپراتور کایکا بود و یک پسر به دنیا آورد که به گفته «نیهون» شوکی نمی‌توانست صحبت کند. ساهو هیمه در جریان شورشی که توسط برادر بزرگترش، ساههیکو به وجود آمد، درگذشت. ساههیکو سعی کرد او را متقاعد کند که همسرش امپراتور سوئینین را بکشد. او از او پرسید که چه کسی را بیشتر دوست دارد، برادرش یا امپراتور را و به او یادآوری کرد که امپراتور معشوقه‌های دیگری هم دارد و او با کشتن امپراتور سوئینین موافقت کرد. ساهو هیمه نزدیک بود امپراتور را بکشد، اما گریه کرد و اشک‌هایش امپراتور را از خواب بیدار کرد.
خشمگین از اینکه برادر همسرش سعی کرد همسرش را وادار کند تا او را به قتل برساند خشمگین شد و سربازان خود را به قصر برادر زنش فرستاد تا جان او را بگیرند.

## گزارش نیهون شوکی از مرگ او
در «نیهون شوکی» آمده پس از اینکه شوهرش نیروهایی را به قلعه برادرش، فرستاد، ساهو هیمه به دلیل تلاش برای کشتن امپراتور به همراه پسرش به کاخ برادرش رفت و تا زمانی که آتش نگرفت از بیرون آمدن از قصر خودداری کرد. در حالی که در حال سوختن بود، برادرش به همراه پسر ساهو هیمه فرار کردند، اما امپراتریس مرد.

## گزارش کوجیکی از مرگ او
در «کوجیکی»، پس از اینکه امپراتور سوئینین از خواب بیدار شد و ساهو هیمه به قلعه برادرش رفت، او زایمان کرد. امپراتور به نگهبانان خود دستور داد تا زمانی که او زایمان کند، صبر کنند و سپس او را پس بگیرند. در حالی که کاخ هنوز در حال سوختن بود، او زایمان کرد. هنگامی که مردان امپراتور برای بازیابی نوزاد ساهو هیمه آمدند، کودک را به خارج از قلعه قراری دادند و ساهو هیمه نوزاد دخترش را تراشید. وقتی مردان ساهو هیمه را گرفتند، لباس‌هایش از تنش افتاد و موهایش نیز به او اجازه فرار داد. امپراتور خشمگین شد و در حالی که او در حال فرار بود از او خواست که نامی برای کودک انتخاب کند. او نام «هوموتسوواکه» Homutsuwake (ارباب آتش‌نشان) را از آنجایی که کاخ در حال سوختن بود، انتخاب کرد. در حالی که او و برادرش در حال فرار بودند، امپراتور سوئینین برادرش و خود ساهو هیمه را کشت.

## میراث
منطقه تپه ای در حومه شمالی شهر نارا، در مرز استان کیوتو، کوه نارا نامیده می‌شود. بخشی از آن در شرق هیجو-کیو، پایتخت نارا، «کوه ساهو» نام داشت.
از قدیم، بر اساس گودای (فلسفه ژاپنی) (نظریه پنج عنصر)، اگر جهت‌ها بر اساس چهار فصل تنظیم شوند، مشرق مطابق بهار است.
اعتقاد بر این است که ساهو هیمه خدایی است که در کوه ساهو زندگی می‌کند و الهه بهار است.
در مورد او شعری منسوب به امپراتور گو-توبا وجود دارد:
 لباس‌های مه‌آلود ساهو هیمه محو می‌شوند و گل‌های ابریشمی به سرعت پژمرده می‌شوند.